# Johan Holmsäter
Johan Olof Ludvig Holmsäter, född 27 oktober 1947 i Storkyrkoförsamlingen i Stockholm, är en svensk idrottsledare och entreprenör som 1978 grundade idrottsföreningen Friskis & Svettis.

## Ungdomsår och studier
Under 10 år av sin uppväxt bodde Holmsäter omväxlande med den ena av sina föräldrar och periodvis på barnhem och institutioner. Han var under ungdomsåren mycket idrottsaktiv samt tog realexamen 1964 och studentexamen på latinlinjen 1968. Efter värnplikt 1968-1969 påbörjade Holmsäter 1969 studier vid Stockholms universitet i pedagogik, psykologi och sociologi, samtidigt som han extraknäckte som oexaminerad idrottslärare och var siminstruktör i SoIK Hellas. 
År 1971 flyttade Holmsäter till Zürich i Schweiz och fortsatte med studier vid den sportmedicinska fakulteten, där han tog examen 1973. Holmsäter arbetade en kortare tid efter sin examen med sjukgymnastik, och delade därefter sin tid mellan Sverige och Schweiz fram till 1975. I Sverige var han gymnastiklärare och ledde seglingsläger under sommarsäsongen, och i Schweiz var han reseledare på vintern.
År 1975 började Holmsäter som idrottslärare inom studentidrotten i Stockholm, med inriktning på idrotts- och motionsverksamhet inom en "motionspoliklinik" med läkare och sjuksköterskor, vilket kom att bli upptakten till Friskis & Svettis. Han startade upp välbesökt motionsgymnastik på GIH och Stockholms universitets campus i Frescati. Under vintrarna bedrev han under namnet "Snöspänst" motionsgymnastik för resebolaget Snöresors resenärer åren 1976-1978.

## Friskis & Svettis
Den 26 april 1978 genomfördes på Holmsäters initiativ en motionsdemonstration i centrala Stockholm under namnet ”Massmotionsdemonstrationsmanifestationen”, i syfte att få till bättre motions- och rekreationsmöjligheter för Stockholms studenter. Omkring tusen studenter deltog och demonstrationen genomfördes som en motionsaktivitet som fick stor medial uppmärksamhet. Förutom att detta ledde till att Frescatihallen slutprojekterades, startade Friskis & Svettis strax efter detta. Holmsäter och ett antal deltagare från GIH-jympan bildade en styrelse och grundade föreningen Friskis & Svettis. En av Holmsäters grundläggande idéer med grundandet var att slå en bro mellan å ena sidan sjukvård och rehablitering och å andra sidan förebyggande friskvård för välmående. Holmsäter myntade själva begreppet Friskis & Svettis,  medan  Lars O Laurentii 1978 över en helg, skapade den karaktäristiska röd-vita logotypen.
Friskis & Svettis-verksamheten expanderade kraftigt de första åren och spreds till andra delar av Sverige och vissa andra länder. Johan Holmsäter arbetade såväl inom den ideella föreningen Friskis & Svettis som inom egna företag, där han i kommersiellt syfte författade material med koppling till Friskis & Svettis-idén. Detta ledde till slitningar mellan Johan Holmsäter och personer som önskade slå vakt om Friskis & Svettis roll som ideell förening. Sommaren 1985 fattade Friskis & Svettis Stockholmsförening beslut som Johan Holmsäter uppfattade som en "kupp" mot honom, vilket ledde till att han lämnade den anställning han sedan hösten 1984 haft i Friskis & Svettis Serviceaktiebolag.
Allt sedan denna brytning år 1985 har förhållandet mellan Johan Holmsäter och Friskis & Svettis-rörelsen varit kluvet och ansträngt. Å ena sidan har Johan Holmsäter fortsatt att i mycket positiva ordalag framhållas som Friskis & Svettis grundare och stora inspiratör av rörelsen själv. Exempelvis fick han mycket uppmärksamhet i samband med sin 60-årsdag den 27 oktober 2007. Å andra sidan har det rått en mycket långvarig konflikt som utvecklats till en civilrättslig tvist i domstol mellan Johan Holmsäter och Friskis & Svettis, där man inte lyckats förlikas. Tvisten mellan Johan Holmsäter och Friskis & Svettis går tillbaka till delade meningar om upphovsrätten till utbildningsmaterial inom Friskis & Svettis efter att Johan Holmsäter lämnade sin anställning inom Friskis & Svettis 1985. Detta berodde i sin tur på att Holmsäter arbetat med detta både inom eget bolag och inom ramen för sin anställning 1984-1985.

## Företagande och verksamhet efter Friskis & Svettis
Johan Holmsäter grundade Friskt Vågat AB 1982 tillsammans med Lena Gustafsson (senare Lena Holmsäter). Det är verksamheten inom detta företag som senare kom att bli upphov till brytningen mellan Johan Holmsäter och Friskis & Svettis samt de senare tvisterna kring upphovsrätt. Bland annat gav företag 1984 ut Friskis & Svettis Motionsbok på bokförlaget Prisma.
Som en nystart efter brytningen med Friskis & Svettis grundades företaget En Frisk Idé 1986 samtidigt som Johan Holmsäter började skriva som kolumnist i Dagens Industri, där han skrev krönikor fram till år 2000. Under en tid var Skandia delägare i En Frisk Idé. Företaget döptes senare om till Liv & Lust AB. Verksamheten är bland annat riktad mot företagshälsovården och företag som vill bedriva friskvårdsverksamhet bland sin personal.

## Utmärkelser
- 1981: Dagens Nyheters kulturpris "Guldkängan", för sina insatser för Stockholmarnas välbefinnande och hälsa.
- 2004: Smilbandakademins pris, för att ha gjort Sverige gladare och friskare.